# Silvina Buchbauer
Silvina Buchbauer (* 1972 in Hallein, Land Salzburg) ist eine österreichische Schauspielerin.

## Leben

### Ausbildung und Theater
Buchbauer absolvierte von 1994 bis 1998 ihr Schauspielstudium an der Universität der Künste in Berlin, das sie mit dem Schauspieldiplom abschloss. Sie hatte anschließend erste Theaterengagements am Deutschen Theater Berlin (1998; als Louison in „Die Jungfrau von Orleans“; Regie: Jürgen Gosch), am Jungen Theater Göttingen (1999; als Lulu in „Shoppen und Ficken“ von Mark Ravenhill).
In der Spielzeit 1999/00 war sie festes Ensemblemitglied am Schillertheater NRW (Fusion der Wuppertaler Bühnen und des Musiktheaters im Revier Gelsenkirchen im Zeitraum von 1996 bis 2000). Dort spielte sie u. a. Ferdinand in „Egmont“ (Regie: Holk Freytag), Helena in „Ein Sommernachtstraum“ (Regie: Holk Freytag) und Thekla in „Wallenstein“ (Regie: Hasko Weber).
Weitere Theaterengagements folgten am Theater zum westlichen Stadthirschen (2001), am Schauspiel Bremen (2001), am Maxim Gorki Theater in Berlin (2001 und 2002), am Theater Basel (2002), am Thalia-Theater in Hamburg (2003) und an den Freien Kammerspielen Magdeburg (2004, als Roller in „Die Räuber“). 2006 trat sie am bat Berlin als Grace in dem Theaterstück „Gesäubert“ von Sarah Kane auf.
Seither wirkte Buchbauer häufig bei freien Theaterproduktionen oder bei alternativen Theaterprojekten mit. Sie spielte in den Sophiensælen, im Theater Thikwa, erneut im Theater zum westlichen Stadthirschen und im Theaterdiscounter, sowie bei Gastspielproduktionen der Konzertagentur „Zwischenakt“. Seit 2005 trat sie häufig gemeinsam mit den „Shiny Shilling Shockers“ auf, einer Gruppe von sechs Schauspielerinnen um die Regisseurin Elina Finkel; neben Silvina Buchbauer spielen dort Diana Greenwood, Katarina Gaub, Bettina Lamprecht, Julia Malik und Katja Zinsmeister. Sie gestaltete auch musikalische Programme und trat als Chansonsängerin auf.
Im Theaterdiscounter Berlin spielte sie im Januar 2015 in der Titelrolle in dem Theaterstück „Die Irre von Chaillot“.

### Film und Fernsehen
Buchbauers Filmkarriere begann Mitte der 1990er Jahre mit der Mitwirkung in verschiedenen Kurzfilmen, hauptsächlich in filmischen Abschlussarbeiten der Deutschen Film- und Fernsehakademie Berlin (dffb). Gleichzeitig spielte sie kleine Rollen im Fernsehen. Später spielte sie u. a. in dem Kurzfilm Homeland Security, welcher 2005 für den Max Ophüls Preis nominiert war (Regie: Donald Houwer, Deutsche Film- und Fernsehakademie Berlin).
Eine erste größere Rolle hatte sie 1999 als Doris Koschinski in der RTL-Fernsehserie Hinter Gittern. In dem Sat1-Fernsehfilm Nur Anfänger heiraten (2003) war sie an der Seite von Benjamin Sadler in der weiblichen Hauptrolle zu sehen. Sie spielte die bekannte Fernsehmoderatorin Karen Beermann, deren Verlobter (Benjamin Sadler) sich in die Hochzeitsplanerin Nina Kowalski (Muriel Baumeister) verliebt. Im Tatort: Atemnot (2005) spielte sie Liane Wagner, eine ehemalige Sekretärin einer renommierten Anwaltskanzlei.
Von 2005 bis 2007 hatte sie eine wiederkehrende Serienrolle in der ZDF-Serie Die Rettungsflieger. Sie spielte Juliane Dammeier, die feste Freundin des Piloten Jens Blank (Nicolas König). 2006 war Silvina Buchbauer in der MDR-Produktion Vaterherz in der weiblichen Hauptrolle, Dr. Judith Teichert, unter der Regie von Gabi Kubach zu sehen.
In der ZDF-Krimireihe Das Duo hatte sie in dem Film Liebestod (Erstausstrahlung: Mai 2007) eine Hauptrolle; sie spielte Anja Claussen, die betrogene Ehefrau des getöteten Unternehmens Peter Claussen. Im Tatort: Der Kormorankrieg (2008) war sie in der Rolle der Heike Beek zu sehen; sie spielte die Geliebte des ermordeten Naturschützers Conrad Ketteler, mit dem sie eine gemeinsame uneheliche Tochter hat. Alain Gsponer besetzte  Buchbauer im Jahr 2009 in seinem Kinofilm Lila Lila neben Moritz Bleibtreu und Hannah Herzsprung sowie Henry Hübchen. Die Komödie Frauen verstehen (Regie: Jörg Grünler), in welcher Buchbauer die Rolle der Maklerin Frau Gödefeld übernahm, wurde 2013 im MDR ausgestrahlt.
Buchbauer hatte auch Episodenrollen u. a. in den Serien SOKO Wismar (2004 und 2007), SOKO Kitzbühel (2004 und 2011, diesmal als adelige Unternehmerin Theresa Staetten, die Tochter des Schlossherren und Grafen Adam von Staetten), Klinik am Alex (2012) und Josephine Klick – Allein unter Cops (2014–2015).
Im März 2015 war Buchbauer in der ZDF-Krimiserie Der Kriminalist in einer Episodenrolle als  Inhaberin einer Treuetest-Agentur zu sehen. In der Fernsehserie In aller Freundschaft – Die jungen Ärzte (März 2015) hatte sie eine Episodenhauptrolle als Ehefrau eines Patienten, die ihren Mann schlägt und ihm schwere Verletzungen zufügt. In der ZDF-Krimiserie SOKO Leipzig (Oktober 2015) war sie in einer Episodenhauptrolle die Ex-Geliebte eines erfolgreichen Schriftstellers. Im Februar 2016 hatte sie in der ZDF-Serie Der Bergdoktor eine weitere Episodenrolle; sie war, an der Seite von Robert Schupp, die Mutter eines an Leukämie leidenden jungen Mannes (Jonathan Berlin).
In der ZDF-Krimireihe Friesland (Erstausstrahlung: Februar 2016) war spielte sie eine Frau, deren Schwager, ein erfolgreicher Fußballer, vor über 20 Jahre spurlos verschwunden ist. Im 3. Teil des ZDF-Fernsehfilms Ku’damm 56 (Erstausstrahlung  März 2016) war sie die aufgebrachte, empörte Kundin Frau Helmecke, die ihre Tochter von der Tanzschule abmeldet. Als verdeckte BND-Agentin Andrea Buch, die gegen eine Terrorgruppe in Tunis ermittelt, war Buchbauer in Die Diplomatin – Das Botschaftsattentat (2016) unter der Regie von Elmar Fischer zu sehen. Im Jahr 2016 war sie auch in der Netflix-Serie Homeland (Regie: Leislie Linka Glatter) zu sehen.
In der Fernsehserie Die Kanzlei hatte sie in der Folge Auf Herzen und Nieren (Erstausstrahlung: Januar 2017) die Rolle der Rechtsanwältin Svenja Gehrmann. Im Dezember 2017 war Buchbauer dann in der 5. Staffel der ZDF-Serie Heldt in einer Episodenhauptrolle als Paläontologie-Professorin und Institutsleiterin Dr. Elisabeth Sattler zu sehen. In der 10. Staffel der ZDF-Krimiserie SOKO Stuttgart (2018) übernahm sie eine weitere Episodenhauptrolle als Agentur-Betreiberin einer Telefonsex-Hotline, die am Ende als Täterin überführt wird. In der 12. Staffel der ZDF-Serie Der Bergdoktor (2019) hatte Buchbauer, an der Seite von Aaron Karl, eine der Episodenrollen als Musikprofessorin, die einen begabten Cellisten fördert.  In der britisch-deutschen Crime-Serie The Mallorca Files, die seit November 2019 ausgestrahlt wird, übernahm Buchbauer, an der Seite von Michael Epp, eine der Episodenhauptrollen als Ehefrau eines deutschen Winzers auf Mallorca, der bedroht und aufgefordert wird, die Insel zu verlassen. In der 17. Staffel der ZDF-Serie Der Staatsanwalt (2022) spielte Buchbauer eine Episodenhauptrolle als tatverdächtige Ehefrau und Witwe eines getöteten russlanddeutschen Geschäftsmannes und Unternehmers.
Buchbauer lebt in Berlin.

## Filmografie (Auswahl)
- 1996: Buenas Tardes Amigo (Kurzfilm)
- 1999: Hinter Gittern (Fernsehserie; Seriennebenrolle)
- 2000: OP ruft Dr. Bruckner – Die besten Ärzte Deutschlands (Fernsehserie; Folge: Verschüttet)
- 2000: Die Wache (Fernsehserie; Folge: Henkersmahlzeit)
- 2002: Erste Ehe (Kinofilm)
- 2003: Eine erotische Geschichte (Kurzfilm)
- 2003: Nur Anfänger heiraten (Fernsehfilm)
- 2004: SOKO Wismar (Fernsehserie; Folge: Trojanisches Pferd)
- 2005: Tatort: Atemnot (Fernsehreihe)
- 2005: Homeland Security (Kurzfilm)
- 2005: Rosa Roth: Im Namen des Vaters (Fernsehreihe)
- 2005–2007: Die Rettungsflieger (Fernsehserie; Serienrolle)
- 2006: Die Sitte (Fernsehserie; Folge: In flagranti)
- 2006: SOKO Kitzbühel (Fernsehserie; Folge: Bis dass der Mord uns scheidet)
- 2006: Der Kriminalist (Fernsehserie; Folge: Mördergroupie)
- 2007: Vaterherz (Fernsehfilm)
- 2007: SOKO Wismar (Fernsehserie; Folge: Nebenwirkungen)
- 2007: Das Duo – Liebestod (Fernsehreihe)
- 2008: Im Meer der Lügen (Fernsehfilm)
- 2008: Tatort: Der Kormorankrieg (Fernsehreihe)
- 2008: Stubbe – Von Fall zu Fall: Auf dünnem Eis (Fernsehreihe)
- 2009: Im nächsten Leben (Kinofilm)
- 2009: Lila, Lila (Kinofilm)
- 2011: SOKO Kitzbühel (Fernsehserie; Folge: Böses Blut)
- 2012: Die Mongolettes – Wir wollen rocken (Fernsehfilm)
- 2012: Klinik am Alex (Fernsehserie; Folge: Kopfsache)
- 2014: Ein starkes Team: Alte Wunden (Fernsehfilm)
- 2014: Frauen verstehen (Fernsehfilm)
- 2014–2015: Josephine Klick – Allein unter Cops (Fernsehserie; Serienrolle)
- 2015: Der Kriminalist (Fernsehserie; Folge: Treu bis in den Tod)
- 2015: In aller Freundschaft – Die jungen Ärzte (Fernsehserie; Folge: Schein oder Sein)
- 2015: Chuzpe – Klops braucht der Mensch! (Fernsehfilm)
- 2015: Homeland (Fernsehserie; Folge: A False Glimmer)
- 2015: SOKO Leipzig (Fernsehserie; Folge: Tapetenwechsel)
- 2016: Der Bergdoktor (Fernsehserie; Folge: Die Zeit, die bleibt)
- 2016: Friesland – Klootschießen (Fernsehreihe)
- 2016: Aus der Haut (Fernsehfilm)
- 2016: Ku’damm 56 (Fernsehfilm; 3. Teil)
- 2016: Die Diplomatin – Das Botschaftsattentat (Fernsehfilm)
- 2017: Die Kanzlei (Fernsehserie; Folge: Auf Herzen und Nieren)
- 2017: Die Konfirmation (Fernsehfilm)
- 2017: Zweibettzimmer (Fernsehfilm)
- 2017: Der gute Bulle (Fernsehfilm)
- 2017: Die Unsichtbaren – Wir wollen leben (Kinofilm)
- 2017: Heldt (Fernsehserie; Folge: Die Dinos sind los)
- 2018: Kommissarin Heller: Vorsehung (Fernsehreihe)
- 2018: Unsere Jungs (Fernsehfilm)
- 2018: SOKO Stuttgart (Fernsehserie; Folge: 0900 Liebe)
- 2019: Der Bergdoktor (Fernsehserie; Folge: Dissonanzen)
- 2019: The Mallorca Files (Fernsehserie; Folge: Saurer Wein)
- 2019: Familie Bundschuh – Wir machen Abitur (Fernsehreihe)
- 2020: Die Getriebenen (Fernsehfilm)
- 2020: Die Heiland – Wir sind Anwalt (Fernsehserie; Folge: Tot oder lebendig)
- 2020: Der Barcelona-Krimi: Entführte Mädchen (Fernsehreihe)
- 2021: SOKO Potsdam (Fernsehserie; Folge: Küsse in St. Tropez)
- 2022: Der Staatsanwalt (Fernsehserie; Folge: Rosen und Diamanten)
- 2023: SOKO Leipzig (Fernsehserie; Folge: Die heilige Agnes)
- 2023: Der Usedom-Krimi: Friedhof der Welpen (Fernsehreihe)
- 2023: Der Usedom-Krimi: Schlepper (Fernsehreihe)
- 2024: Der Bozen-Krimi: Mein ist die Rache (Fernsehreihe)
- 2025: Bernd – Operation Germanenkind (Kinofilm)